# Division I i ishockey 1979/1980
Division I i ishockey 1979/1980 var säsongens näst högsta division i ishockey i Sverige. Det var femte säsongen efter serieomläggningen där Elitserien skapades och Division I blev andradivision. Divisionen var indelad i fyra regionala serier namngivna efter väderstrecken (norra, västra, östra och södra). Varje serie hade tio lag och spelade i 27 omgångar (lagen möttes tre gånger) med undantag för den östra serien där det spelades 36 omgångar (lagen möttes fyra gånger). De fyra främsta lagen i varje serie gick vidare till playoff. Vinnarna av playoff gick vidare till Kvalserien till Elitserien. De två sista lagen i varje serie flyttades ner till Division II. Från Division II kvalade lagen för att ta dessa platser.

## Deltagande lag
Sedan förra säsongen hade Örebro flyttats ner från Elitserien. Nya lag i serien från Division II var: Avesta, Clemensnäs/Rönnskär (från Skellefteå, oftast kallade CRIF), Gislaved, Hofors, Järved (från Örnsköldsvik), Mörrum, Tibro, Åkers IF (från Åkers styckebruk) samt Östersunds IK. Groko Hockey hade bytt namn till Luleå HF och Sundsvall tvingades avstå spel av ekonomiska skäl. 
| Division I Norra                                                                                               |
| --- |
| BBK/Björns CRIF ▲ IFK Kiruna Järveds IF ▲ Kiruna AIF Kågedalens AIF Luleå HF Piteå IF Timrå IK Östersunds IK ▲ |

| Division I Västra                                                                                            |
| --- |
| Avesta BK ▲ Bofors IK Fagersta AIK Falu IF Hofors IK ▲ IK Rommehed IK Viking Malungs IF Mora IK Strömsbro IF |

| Division I Östra                                                                                                  |
| --- |
| Almtuna IS Hammarby IF Huddinge IK Linköpings HC NSA-76 Södertälje SK Väsby IK Västerås IK Åkers IF ▲ Örebro IK ▼ |

| Division I Södra |
| --- |
| Gislaveds SK ▲ Halmstads HK IF Troja IFK Bäcken Karlskrona IK Malmö IF Mörrums GoIS ▲ Nybro IF Tibro IK ▲ Tingsryds AIF |

## Grundserier

### Division I Norra
För andra säsongen i rad stod Timrå i särklass i serien. Endast en förlorad match under säsongen och 8 poängs marginal till tvåan. En bidragande orsak till Timrås segertåg var Henrik Sandström som gjorde 58 (44+14) poäng på 27 matcher och med det vann poängligan. Till playoff följde även de båda Kirunalagen med, men den stora överraskningen var Luleå. Inför säsongen hade de dömts ut av de flesta bedömare och det ifrågasattes om de ens skulle kunna rädda sig kvar i Division I. När säsongen var färdigspelad låg de trea i serien på samma poäng som tvåan Kiruna AIF och var det enda laget som lyckats besegra Timrå i en match. Publiken svek denna säsong. T.ex. hade Timrå inte en enda match med mer än 1 000 åskådare.
| Nr | Lag                     | S  | V  | O | F  | GM  | IM  | MS  | P  |
| -- | ----------------------- | -- | -- | - | -- | --- | --- | --- | -- |
| 1  | Timrå IK                | 27 | 23 | 3 | 1  | 192 | 94  | +98 | 49 |
| 2  | Kiruna AIF              | 27 | 19 | 3 | 5  | 149 | 66  | +83 | 41 |
| 3  | Luleå HF                | 27 | 20 | 1 | 6  | 162 | 99  | +63 | 41 |
| 4  | IFK Kiruna              | 27 | 12 | 3 | 12 | 148 | 158 | −10 | 27 |
| 5  | BBK/Björns              | 27 | 9  | 4 | 14 | 119 | 126 | −7  | 22 |
| 6  | Piteå IF                | 27 | 7  | 5 | 15 | 129 | 151 | −22 | 19 |
| 7  | Järveds IF              | 27 | 9  | 1 | 17 | 124 | 181 | −57 | 19 |
| 8  | Kågedalens AIF          | 27 | 6  | 6 | 15 | 105 | 136 | −31 | 18 |
| 9  | Clemensnäs/Rönnskärs IF | 27 | 8  | 2 | 17 | 97  | 154 | −57 | 18 |
| 10 | Östersunds IK           | 27 | 6  | 4 | 17 | 104 | 164 | −60 | 16 |

### Division I Västra
För fjärde gången på fem säsonger vann Mora serien och Bofors kom tvåa. De toppade serien även den femte gången, men då i omvänd ordning. Båda lagen hade flyttats ner från högsta serien vid serieomläggningen och kvalat för att ta sig tillbaka varje gång sedan dess, men utan framgång. De två sista platserna gick till Gävlelaget Strömsbro och Borlängelaget Rommehed utan större utmaningar från de andra lagen. Bottenplaceringarna gick till Hagforslaget Viking samt Fagersta som tidigt hängts av sist i serien. De flyttades ner till Division II påföljande säsong. Boforsspelaren Jan-Carlo Bodini vann poängligan med 61 (36+25) poäng.
| Nr | Lag          | S  | V  | O | F  | GM  | IM  | MS   | P  |
| -- | ------------ | -- | -- | - | -- | --- | --- | ---- | -- |
| 1  | Mora IK      | 27 | 24 | 0 | 3  | 234 | 73  | +161 | 48 |
| 2  | Bofors IK    | 27 | 20 | 2 | 5  | 190 | 99  | +91  | 42 |
| 3  | Strömsbro IF | 27 | 16 | 4 | 7  | 157 | 130 | +27  | 36 |
| 4  | IK Rommehed  | 27 | 15 | 3 | 9  | 149 | 119 | +30  | 33 |
| 5  | Malungs IF   | 27 | 13 | 1 | 13 | 115 | 108 | +7   | 27 |
| 6  | Falu IF      | 27 | 12 | 3 | 12 | 115 | 126 | −11  | 27 |
| 7  | Avesta BK    | 27 | 9  | 3 | 15 | 113 | 160 | −47  | 21 |
| 8  | Hofors IK    | 27 | 9  | 2 | 16 | 98  | 152 | −54  | 20 |
| 9  | IK Viking    | 27 | 4  | 1 | 22 | 63  | 182 | −119 | 9  |
| 10 | Fagersta AIK | 27 | 2  | 3 | 22 | 74  | 159 | −85  | 7  |

### Division I Östra
I den östra serien möttes lagen fyra gånger vilket gjorde att man spelade 36 omgångar jämfört med de övriga seriernas 27 omgångar. Detta ansågs gynna lagen och öka tempot i matcherna. Spelmässigt dominerade Örebro som gjorde 304 mål under säsongen och vann serien åtta poäng före tvåan. Viktiga spelare för Örebro denna säsong var den nyförvärvade kedjan med Martin Karlsson, Hardy Nilsson och Lars-Gunnar Lundberg. Lundberg vann dessutom poängligan med 79 (46+33) poäng. Södertälje och Hammarby slogs länge om andraplatsen, en kamp som Södertälje vann till slut. Den sista platsen till playoff togs av Västerås IK som höll undan från Uppsalalaget Almtuna på femteplatsen. Sist i tabellen återfanns Åker och Linköping helt avhängda från de övriga lagen. Till nästa säsong flyttades de ner till Division II.
| Nr | Lag           | S  | V  | O | F  | GM  | IM  | MS   | P  |
| -- | ------------- | -- | -- | - | -- | --- | --- | ---- | -- |
| 1  | Örebro IK     | 36 | 30 | 2 | 4  | 304 | 153 | +151 | 62 |
| 2  | Södertälje SK | 36 | 25 | 4 | 7  | 235 | 139 | +96  | 54 |
| 3  | Hammarby IF   | 36 | 22 | 5 | 9  | 187 | 117 | +70  | 49 |
| 4  | Västerås IK   | 36 | 18 | 7 | 11 | 162 | 146 | +16  | 43 |
| 5  | Almtuna IS    | 36 | 18 | 3 | 15 | 160 | 139 | +21  | 39 |
| 6  | Huddinge IK   | 36 | 15 | 6 | 15 | 161 | 167 | −6   | 36 |
| 7  | Väsby IK      | 36 | 14 | 4 | 18 | 171 | 171 | 0    | 32 |
| 8  | NSA-76        | 36 | 10 | 7 | 19 | 125 | 155 | −30  | 27 |
| 9  | Åkers IF      | 36 | 4  | 3 | 29 | 96  | 246 | −150 | 11 |
| 10 | Linköpings HC | 36 | 2  | 3 | 31 | 120 | 288 | −168 | 7  |

### Division I Södra
I den södra serien överraskade Bäcken med en klar seger och 16 vinstmatcher i rad. Bakom dem kom fjolårets segrare Karlskrona trots att de förlorat sin största talang Håkan Loob. Den tredje platsen till playoff togs av Troja som för första gången kommit så här långt. Den fjärde playoffplatsen gick till Nybro som nu tagit sig till playoff för tredje säsongen i rad. De två sista platserna i serien gick till Tibro och Halmstad (som återigen hade mest utvisningar under säsongen). Lagen flyttades därmed ner till Division II. Bäckens Lars Lundin vann poängligan med 39 (15+24) poäng.
| Nr | Lag           | S  | V  | O | F  | GM  | IM  | MS  | P  |
| -- | ------------- | -- | -- | - | -- | --- | --- | --- | -- |
| 1  | IFK Bäcken    | 27 | 19 | 4 | 4  | 160 | 95  | +65 | 42 |
| 2  | Karlskrona IK | 27 | 16 | 4 | 7  | 119 | 97  | +22 | 36 |
| 3  | IF Troja      | 27 | 17 | 0 | 10 | 145 | 114 | +31 | 34 |
| 4  | Nybro IF      | 27 | 15 | 3 | 9  | 117 | 88  | +29 | 33 |
| 5  | Mörrums GoIS  | 27 | 11 | 3 | 13 | 117 | 130 | −13 | 25 |
| 6  | Tingsryds AIF | 27 | 10 | 4 | 13 | 108 | 116 | −8  | 24 |
| 7  | Malmö IF      | 27 | 9  | 5 | 13 | 122 | 129 | −7  | 23 |
| 8  | Gislaveds SK  | 27 | 10 | 1 | 16 | 131 | 134 | −3  | 21 |
| 9  | Tibro IK      | 27 | 7  | 5 | 15 | 100 | 151 | −51 | 19 |
| 10 | Halmstads HK  | 27 | 4  | 5 | 18 | 94  | 159 | −65 | 13 |

## Playoff
De fyra främsta lagen från varje serie gick vidare till playoff som avgjordes genom cupspel där totalt fyra lag gick vidare till kvalserien. Lagen möttes i två matcher, en borta och en hemma, för att avgöra vem som gick vidare. Oavgjorda matcher avgjordes med sudden death. Om lagen vann en match vardera spelades en tredje match för att avgöra vem som gick vidare.

### Norra/Östra gruppen
Luleå överraskade alla med att slå ut Örebro, en av favoriterna till att gå upp i Elitserien. Luleå slog även ut Kiruna AIF och gick vidare till kvalserien. Den andra platsen i kvalserien tog Södertälje genom att besegra IFK Kiruna och Hammarby.
|  | Playoff 1     | Playoff 1     | Playoff 1 | Playoff 1 |               |    | Playoff 2 | Playoff 2 | Playoff 2 | Playoff 2 |  |  |  |  |  |  |
|  |               |               |           |           |               |    |           |           |           |           |  |  |  |  |  |  |
|  | 0             |               |           |           |               |    |           |           |           |           |  |  |  |  |  |  |
|  |               |               |           |           |               |    |           |           |           |           |  |  |  |  |  |  |
|  | Södertälje SK | Södertälje SK | 12        | 16        |               |    |           |           |           |           |  |  |  |  |  |  |
|  | Södertälje SK | Södertälje SK | 12        | 16        | 0             |    |           |           |           |           |  |  |  |  |  |  |
|  | IFK Kiruna    | IFK Kiruna    | 4         | 4         |               |    |           |           |           |           |  |  |  |  |  |  |
|  | IFK Kiruna    | IFK Kiruna    | 4         | 4         | Södertälje SK | 5  | 3         | 4         |           |           |  |  |  |  |  |  |
|  | 0             |               |           |           | Södertälje SK | 5  | 3         | 4         |           |           |  |  |  |  |  |  |
|  |               | Hammarby IF   | 8         | 1         | 2             |    |           |           |           |           |  |  |  |  |  |  |
|  | Timrå IK      | Hammarby IF   | 8         | 1         | 2             | 4  | 2         | 3         |           |           |  |  |  |  |  |  |
|  | Timrå IK      |               |           |           |               | 4  | 2         | 3         |           |           |  |  |  |  |  |  |
|  | Hammarby IF   | 0             | 4         | 4         |               |    |           |           |           |           |  |  |  |  |  |  |
|  | Hammarby IF   | 0             | 4         | 4         |               |    |           |           |           |           |  |  |  |  |  |  |
|  | 0             |               |           |           |               |    |           |           |           |           |  |  |  |  |  |  |
|  |               |               |           |           |               |    |           |           |           |           |  |  |  |  |  |  |
|  | Örebro IK     | Örebro IK     | 2         | 5         |               |    |           |           |           |           |  |  |  |  |  |  |
|  | Örebro IK     | Örebro IK     | 2         | 5         | 0             |    |           |           |           |           |  |  |  |  |  |  |
|  | Luleå HF      | Luleå HF      | 4         | 6         |               |    |           |           |           |           |  |  |  |  |  |  |
|  | Luleå HF      | Luleå HF      | 4         | 6         | Luleå HF      | 5  | 2         | 4         |           |           |  |  |  |  |  |  |
|  | 0             |               |           |           | Luleå HF      | 5  | 2         | 4         |           |           |  |  |  |  |  |  |
|  |               | Kiruna AIF    | 1         | 3         | 2             |    |           |           |           |           |  |  |  |  |  |  |
|  | Kiruna AIF    | Kiruna AIF    | 1         | 3         | 2             | 13 | 1         | 4         |           |           |  |  |  |  |  |  |
|  | Kiruna AIF    |               |           |           |               | 13 | 1         | 4         |           |           |  |  |  |  |  |  |
|  | Västerås IK   | 3             | 6         | 1         |               |    |           |           |           |           |  |  |  |  |  |  |
|  | Västerås IK   | 3             | 6         | 1         |               |    |           |           |           |           |  |  |  |  |  |  |

Södertälje och Luleå vidare till Kvalserien.

### Västra/Södra gruppen
Mora och Bofors tog platserna till kvalserien. Mora genom att relativt enkelt besegra Nybro för att sedan möta Karlskrona som tvingade fram en omspelsmatch innan Mora till slut vann. Bofors besegrade Troja och Rommehed. Båda lagen spelade till sig omspelsmatcher och segern mot Rommehed satt långt inne. 4–3 gjordes 30 sekunder före slutsignalen.
|  | Playoff 1     | Playoff 1     | Playoff 1 | Playoff 1 |           |   | Playoff 2 | Playoff 2 | Playoff 2 | Playoff 2 |  |  |  |  |  |  |
|  |               |               |           |           |           |   |           |           |           |           |  |  |  |  |  |  |
|  | 0             |               |           |           |           |   |           |           |           |           |  |  |  |  |  |  |
|  |               |               |           |           |           |   |           |           |           |           |  |  |  |  |  |  |
|  | Mora IK       | Mora IK       | 2         | 8         |           |   |           |           |           |           |  |  |  |  |  |  |
|  | Mora IK       | Mora IK       | 2         | 8         | 0         |   |           |           |           |           |  |  |  |  |  |  |
|  | Nybro IF      | Nybro IF      | 1         | 1         |           |   |           |           |           |           |  |  |  |  |  |  |
|  | Nybro IF      | Nybro IF      | 1         | 1         | Mora IK   | 4 | 0         | 6         |           |           |  |  |  |  |  |  |
|  | 0             |               |           |           | Mora IK   | 4 | 0         | 6         |           |           |  |  |  |  |  |  |
|  |               | Karlskrona IK | 1         | 7         | 0         |   |           |           |           |           |  |  |  |  |  |  |
|  | Karlskrona IK | Karlskrona IK | 1         | 7         | 0         | 9 | 3         | 6         |           |           |  |  |  |  |  |  |
|  | Karlskrona IK |               |           |           |           | 9 | 3         | 6         |           |           |  |  |  |  |  |  |
|  | Strömsbro IF  | 4             | 9         | 4         |           |   |           |           |           |           |  |  |  |  |  |  |
|  | Strömsbro IF  | 4             | 9         | 4         |           |   |           |           |           |           |  |  |  |  |  |  |
|  | 0             |               |           |           |           |   |           |           |           |           |  |  |  |  |  |  |
|  |               |               |           |           |           |   |           |           |           |           |  |  |  |  |  |  |
|  | Bofors IK     | 6             | 2         | 11        |           |   |           |           |           |           |  |  |  |  |  |  |
|  | Bofors IK     | 6             | 2         | 11        | 0         |   |           |           |           |           |  |  |  |  |  |  |
|  | IF Troja      | 4             | 7         | 2         |           |   |           |           |           |           |  |  |  |  |  |  |
|  | IF Troja      | 4             | 7         | 2         | Bofors IK | 3 | 5         | 4         |           |           |  |  |  |  |  |  |
|  | 0             |               |           |           | Bofors IK | 3 | 5         | 4         |           |           |  |  |  |  |  |  |
|  |               | IK Rommehed   | 4         | 4         | 3         |   |           |           |           |           |  |  |  |  |  |  |
|  | IFK Bäcken    | IFK Bäcken    | 4         | 4         | 3         | 4 | 4         |           |           |           |  |  |  |  |  |  |
|  | IFK Bäcken    | IFK Bäcken    |           |           |           |   | 4         |           |           |           |  |  |  |  |  |  |
|  | IK Rommehed   | IK Rommehed   | 5         | 5         |           |   |           |           |           |           |  |  |  |  |  |  |
|  | IK Rommehed   | IK Rommehed   | 5         | 5         |           |   |           |           |           |           |  |  |  |  |  |  |

Mora och Bofors vidare till Kvalserien.

## Kval till Division I
Kvalet till Division I spelades i åtta kvalgrupper, där två lag möttes i en matchserie för att avgöra vem som skulle flyttas upp. Totalt deltog 16 lag från Division II.
Kvalgrupp I
- IK Polar–Kalix/Triangelns IF 1–4
- Kalix–Polar 2–5
- Kalix–Polar 6–3

Kalix Triangelns IF  uppflyttade till Division I.
Kvalgrupp II
- Bureå IF–Nordingrå SK 0–5
- Nordingrå–Bureå 2–5
- Nordingrå–Bureå 8–6

Nordingrå SK  uppflyttade till Division I.
Kvalgrupp III
- Borlänge HC–Grums IK 5–6
- Grums–Borlänge 2–4
- Borlänge–Grums 8–6

Borlänge HC  uppflyttade till Division I.
Kvalgrupp IV
- IK Westmannia–Ljusne AIK 6–0
- Ljusne–Westmannia 3–9

IK Westmannia  uppflyttade till Division I.
Kvalgrupp V
- IK Vita Hästen–Enköpings SK 7–2
- IK Vita Hästen–Enköping 2–3

IK Vita Hästen  uppflyttade till Division I.
Kvalgrupp VI
- Surahammars IF–IF Vallentuna BK 3–4
- Surahammar IK–Vallentuna 8–6

Vallentuna BK  uppflyttade till Division I.
Kvalgrupp VII
- Tranås AIF–Borås HC 4–3
- Borås–Tranås 8–3
- Borås–Tranås 3–6

Tranås AIF  uppflyttade till Division I.
Kvalgrupp VIII
- Skövde IK–Olofströms IK 6–1
- Olofström–Skövde 2–9

Skövde  uppflyttade till Division I.